# Atypus javanus
Espèce
Atypus javanus est une espèce d'araignées mygalomorphes de la famille des Atypidae.

## Distribution
Cette espèce est endémique de Java en Indonésie.

## Étymologie
Son nom d'espèce lui a été donné en référence au lieu de sa découverte.

## Publication originale
- Thorell, 1890 : Studi sui ragni Malesi e Papuani. IV, 1. Annali del Museo Civico di Storia Naturale di Genova, vol. 28, p. 1-419.